# Девр
Девр (фр. Desvres) — коммуна во Франции, регион О-де-Франс, департамент Па-де-Кале, округ Булонь-сюр-Мер, кантон Девр. Расположена в 17 км к востоку от Булонь-сюр-Мер, в 16 км от автомагистрали А16 «Европейская».
Население (2018) — 4 930 человек.

## Достопримечательности

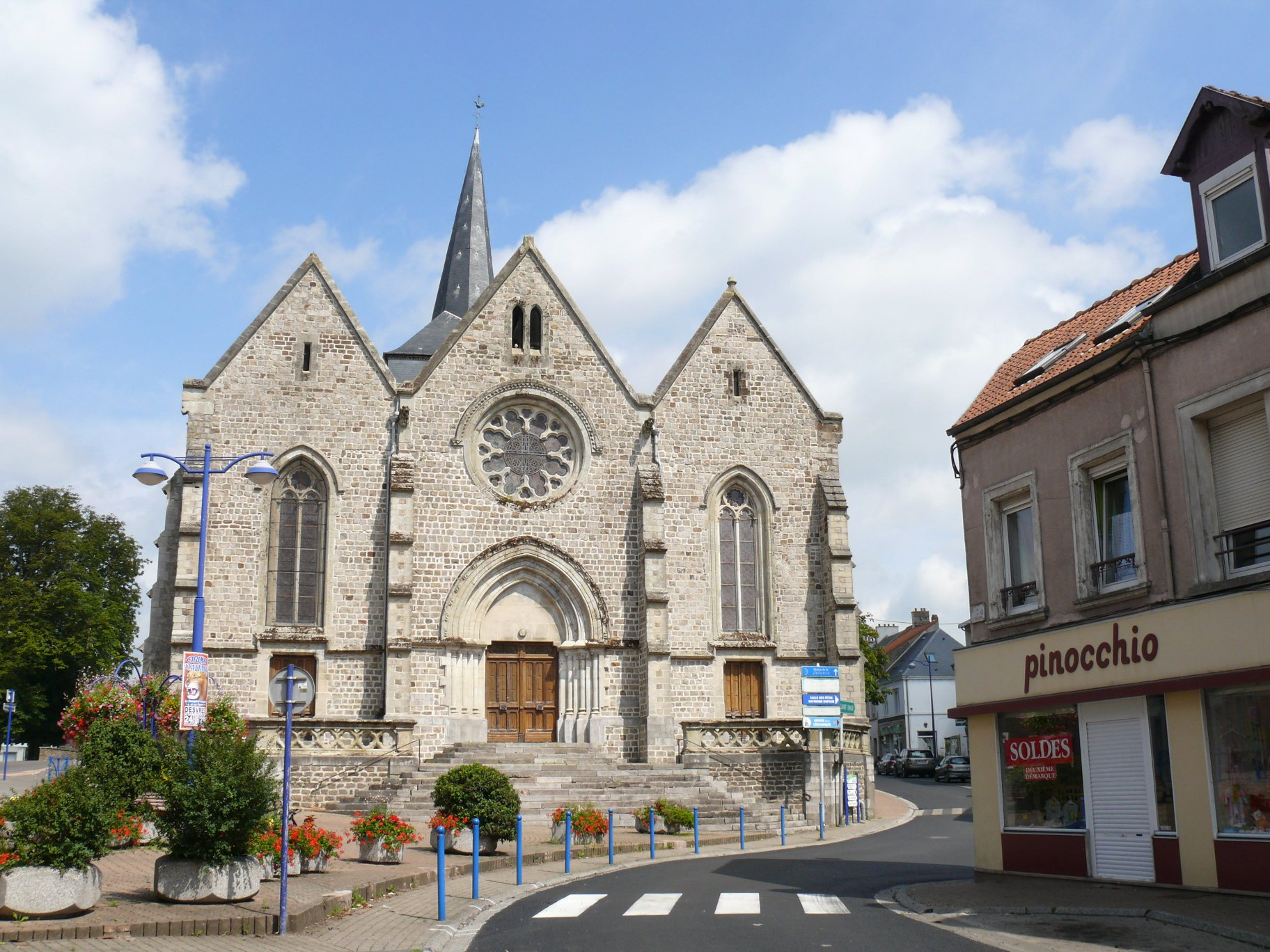
Церковь Святого Спасителя
- Музей фаянса

## Экономика

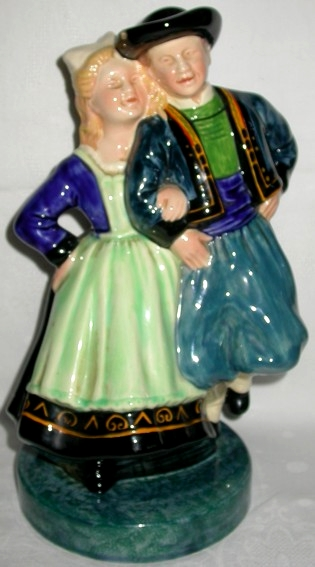

Торговый город, Девр прежде всего известен своими фирменными изделиями из керамики
Структура занятости населения:
- сельское хозяйство — 0,3 %
- промышленность — 17,3 %
- строительство — 3,0 %
- торговля, транспорт и сфера услуг — 40,4 %
- государственные и муниципальные службы — 39,0 %

Уровень безработицы (2017) — 18,9 % (Франция в целом — 13,4 %, департамент Па-де-Кале — 17,2 %). 

Среднегодовой доход на 1 человека, евро (2017) — 17 250 (Франция в целом — 21 110, департамент Па-де-Кале — 18 610).

## Демография
Динамика численности населения, чел.

## Администрация
Пост мэра Девра с 2017 года занимает социалист Марк Демольян (Marc Démolliens). На муниципальных выборах 2020 года возглавляемый им левый список победил в 1-м туре, получив 61,60 % голосов.
| Период | Период | Фамилия       | Партия                                                             | Примечания                                                                              |
| ------ | ------ | ------------- | ------------------------------------------------------------------ | --------------------------------------------------------------------------------------- |
| 1951   | 1979   | Раймон Дюфур  | Французская секция Рабочего интернационала Социалистическая партия | учитель, директор школы, член Генерального совета департамента                          |
| 1979   | 2005   | Мишель Сержан | Социалистическая партия                                            | учитель, член Генерального совета департамента, депутат Национального собрания, сенатор |
| 2005   | 2017   | Жерар Пекрон  | Социалистическая партия                                            | работник нотариата                                                                      |
| 2017   |        | Марк Демольян | Социалистическая партия                                            | преподаватель истории и географии                                                       |

## Знаменитые уроженцы
- Жан Молине (фр. Jean Molinet, 1435 — 23 августа 1507) — французский хронист и поэт, глава школы «великих риториков».
- Анри Корне (фр. Henri Cornet, 4 августа 1884 — 18 марта 1941) — французский велогонщик